# Gábor Elek
Gábor Elek (født 5. november 1970) er en ungarsk håndboldtræner og tidligere håndboldspiller, der er cheftræner for Ferencváros TC's kvindehold og Ungarns kvindehåndboldlandshold.

## Privatliv
Han er gift med Ferencváros TC-spilleren Zita Szucsánszki, med hvem han har et barn med. Han er søn af Ferencvárosi TC-legenden Gyula Elek.